# Tom Farquharson
Pour les articles homonymes, voir Farquharson.
Tom Farquharson, né le 4 décembre 1900 à Dublin et mort le 24 décembre 1970 au Canada, est un footballeur international irlandais. Il joue au poste de gardien de but et passe l'essentiel de sa carrière au club de Cardiff City. Il fait partie des doubles internationaux irlandais puisqu'il a été sélectionné à la fois en équipe d'Irlande de football et en équipe de république d'Irlande de football. En 1927, il est le gardien de l'équipe de Cardiff qui devient la toute première équipe non anglaise à remporter la Coupe d'Angleterre

## Sa jeunesse
Tom Farquharson est le fils de Thomas Farquharson, maître plombier et membre de la minorité presbytérienne de Dublin. Il débute dans le football dans le quartier de Drumcondra. Il dispute la finale de la Leinster Minor Cup avec le club d'Annually. Farquharson quitte rapidement l'Irlande pour le pays de Galles à cause de ses sympathies pour le mouvement Républicain pendant la guerre d'indépendance irlandaise. Alors qu'il est étudiant, il est arrêté avec son ami Seán Lemass, futur Taoiseach, alors qu'il arrache des affiches vantant les mérites de la British Army dans St Stephen's Green. Cette arrestation s'avère particulièrement embarrassante pour son père qui travaille beaucoup avec les britanniques. Libéré sous caution, Tom est sommé de partir pour travailler à Blackwood près de Caerphilly au pays de Galles. Arrivé sur place, il se met à jouer au rugby à XV, mais très rapidement il propose ses services au club de Oakdale qui se trouve alors en manque de gardiens de but. L'année suivante, il s'engage avec le club d'Abertillery FC qui dispute la Southern Football League.

## Cardiff City
Tom Farquharson attire très rapidement l'attention du Cardiff City Football Club qui est alors en première division anglaise. Il fait ses débuts dans l'équipe lors des derniers matchs de la saison 1921-1922. Il commence alors une très longue carrière dans le club qui l'amènera à disputer 445 matchs. Ce nombre sera le record de matchs disputés pendant 50 ans, de 1935 à 1985. Il est alors dépassé par le gallois Phil Dwyer.
En 1924, il est le gardien de l'équipe qui termine à la deuxième place du championnat, devancé seulement à la différence de buts particulière par Huddersfield Town.
Tom Farquharson joue aussi 34 matchs de Coupe d'Angleterre. Après s'être qualifié pour la finale 1925, battu alors par Sheffield United, il remporte la Coupe d'Angleterre 1927 en triomphant d'Arsenal FC sur le score de 1 à 0.
Tout au long de sa carrière, Tom Farquharson est connu comme le « roi des pénalties » grâce à ses nombreux arrêts dans cet exercice. Une de ses tactiques était de se déplacer continuellement le long de sa ligne de but afin de déstabiliser le tireur. Au cours d'un quart de finale de la Coupe d'Angleterre 1927 contre Chelsea FC, il avança vers le tireur Andrew Wilson et bloqua son tir sur la ligne des six mètres. Cette tactique s'avéra si efficace qu'en 1929 la loi du football changea en interdisant au gardien de but de quitter sa ligne de but avant le tir du pénalty.

## Sa carrière internationale
Quand Tom Farquharson commence sa carrière internationale en 1923, deux équipes d'Irlande coexistent. Les deux fédérations nationales sélectionnent des joueurs sur la base de l'ensemble de l'île d'Irlande. D'une part, l'IFA basée à Belfast dirige l'équipe d'Irlande de football et d'autre part, la FAI, basée à Dublin organise l'équipe de l'État Libre d'Irlande. En conséquence de nombreux footballeurs, comme Farquharson, ont été amenés à jouer pour les deux équipes.
En avril 1931, Farquharson se retrouve embarqué dans une situation controversée : alors qu'il était sélectionné pour jouer avec l'IFA contre le pays de Galles, il opte à la place pour une sélection avec l'équipe de la FAI contre l'Espagne.

### Avec l'IFA
Entre 1923 et 1927, Farquharson joue à sept reprises sous les couleurs de l'IFA. Il fait ses débuts sous les couleurs de l'équipe d'Irlande de football, celle organisée par l'Association irlandaise de football basée à Belfast, le 3 mars 1923 avec une défaite 1-0 contre l'Écosse. Le 10 octobre 1923, avec Sam Irving, Bobby Irvine, Billy Gillespie, il fait partie de l'équipe qui bat l'Angleterre à Windsor Park 2 buts à 1. Il dispute son dernier match sous les couleurs de l'IFA le 28 février 1925 pour une défaite 3-0 contre l'Écosse.

### Avec la FAI
Entre 1929 et 1931, Farquharson joue aussi quatre matchs pour l'équipe de l'Association d'Irlande de football (FAI). Il débute le 20 avril 1929 par une victoire 4-0 contre la Belgique à Dalymount Park. Sa deuxième sélection a lieu l'année suivante le 30 mai 1930, toujours contre la Belgique mais à l'extérieur cette fois, le tout pour une nouvelle victoire 3-1.
Le sommet de ses sélections avec l'équipe de la FAI se déroule à Barcelone au stade de Montjuïc pour un match nul contre l'Espagne. Après avoir concédé un but, Farquharson alors capitaine de l'équipe, multiplie les arrêts et permet à son équipe de sauvegarder un nul 1-1. Sa dernière apparition dans l'équipe a lieu le 13 décembre 1931 à Dalymount Park pour une défaite 5-0 contre l'Espagne.

## Palmarès
Annually
- Finaliste de la Leinster Minor Cup

Cardiff City
- FA Cup :
  - Vainqueur en 1927 ;
  - Finaliste en 1925 ;
- Championnat d'Angleterre
  - Deuxième en 1923-1924 ;
- Charity Shield : 
  - Vainqueur en 1927 ;
- Welsh Cup :
  - Vainqueur en 1923, 1927, 1928, 1930 ;
  - Finaliste en 1929.